# Heiner Müller-Merbach
Heiner Müller-Merbach (* 28. Juni 1936 in Hamburg; † 30. Mai 2015) war ein deutscher Wirtschaftsinformatiker.

## Leben
Müller-Merbach studierte Wirtschaftsingenieurwesen an der TH Darmstadt (heute TU Darmstadt). Nach Promotion (1962) und Habilitation (1967) an der TH Darmstadt wurde er 1967 zum Professor für Betriebswirtschaftslehre an die Universität Mainz und 1972 als Professor für Betriebswirtschaftslehre und Operations Research an die TH Darmstadt berufen. 1983 wechselte er an die Universität Kaiserslautern und wurde Professor für Betriebsinformatik (eine frühere Bezeichnung für Wirtschaftsinformatik) und Operations Research. Im Jahre 2004 wurde er emeritiert. 
In Kaiserslautern wirkte er insbesondere daran mit, den Studiengang Wirtschaftsingenieurwesen zu stärken und zu entwickeln. Des Weiteren initiierte und leitete das Existenzgründertraining Extra.
In der Forschung beschäftigte sich Müller-Merbach mit Operations Research, Betriebsinformatik und Organisationaler Intelligenz. Er war lange Jahre Herausgeber der Zeitschrift t&m (Technologie & Management) des Verbandes Deutscher Wirtschaftsingenieure.
Heiner Müller-Merbach wurde auf dem Alten Friedhof in Darmstadt bestattet.

## Schriften
- Optimale Reihenfolgen. Springer, Berlin 1970, ISBN 978-3-642-87728-5, doi:10.1007/978-3-642-87727-8.
- Operations Research. Methoden und Modelle der Optimalplanung. Vahlen, München 1973, ISBN 3-8006-0388-8.
- Einführung in die Betriebswirtschaftslehre für Erstsemester. Vahlen, München 1976, ISBN 3-8006-0538-4.
- Philosophie-Splitter für das Management. 16 praktische Handreichungen für Führungskräfte. DIE-Verlag, Bad Homburg 1995, ISBN 3-920826-16-7.
- Optimierung des Zähneputzens. In: DFZ 7–8/2005. Erstmals erschienen in der Zeitschrift OR-News der Gesellschaft für Operations Research
- Sensibilitätsanalyse der Losgrößenbestimmung. Unternehmensforschung 6(2), 1962, S. 79–88.